# Ферфакс (Вермонт)
Ферфакс (англ. Fairfax) — місто (англ. town) в США, в окрузі Франклін штату Вермонт. Населення — 5014 особи (2020).

## Демографія
Згідно з переписом 2010 року, у місті мешкало 4285 осіб у 1591 домогосподарстві у складі 1226 родин. Було 1683 помешкання
Расовий склад населення:
| - 97,8 % — білих - 0,5 % — азіатів - 0,4 % — корінних американців - 0,4 % — чорних або афроамериканців |

До двох чи більше рас належало 0,8 %. Частка іспаномовних становила 1,3 % від усіх жителів.
За віковим діапазоном населення розподілялося таким чином: 26,2 % — особи молодші 18 років, 65,2 % — особи у віці 18—64 років, 8,6 % — особи у віці 65 років та старші. Медіана віку мешканця становила 38,7 року. На 100 осіб жіночої статі у місті припадало 98,8 чоловіків;  на 100 жінок у віці від 18 років та старших — 98,9 чоловіків також старших 18 років.
Середній дохід на одне домашнє господарство  становив 84 141 долар США (медіана — 71 227), а середній дохід на одну сім'ю — 94 940 доларів (медіана — 79 034). Медіана доходів становила 53 724 долари для чоловіків та 39 275 доларів для жінок. За межею бідності перебувало 2,2 % осіб, у тому числі 0,0 % дітей у віці до 18 років та 5,2 % осіб у віці 65 років та старших.
Цивільне працевлаштоване населення становило 2668 осіб. Основні галузі зайнятості: освіта, охорона здоров'я та соціальна допомога — 25,4 %, публічна адміністрація — 13,7 %, виробництво — 11,3 %, будівництво — 10,6 %.